# Borgarfelli
Borgarfelli är ett berg i Färöarna (Kungariket Danmark).   Det ligger i sýslan Eysturoya sýsla, i den nordöstra delen av landet, 17 km norr om huvudstaden Tórshavn. Toppen på Borgarfelli är 405 meter över havet. Borgarfelli ligger på ön Eysturoy.
Terrängen runt Borgarfelli är kuperad. Runt Borgarfelli är det ganska glesbefolkat, med 36 invånare per kvadratkilometer. Närmaste större samhälle är Klaksvík, 14,2 km nordost om Borgarfelli. Trakten runt Borgarfelli består i huvudsak av gräsmarker.